# Graphe arête-transitif

Graphe de Gray, arête-transitif et régulier mais pas sommet-transitif.

En théorie des graphes, un graphe non-orienté est arête-transitif si pour tout couple d'arêtes, il existe un automorphisme de graphe envoyant la première arête sur la seconde.

## Définitions
Un graphe non-orienté est arête-transitif si pour tout couple d'arêtes, il existe un automorphisme de graphe envoyant la première arête sur la seconde,. En d'autres termes, un graphe est arête-transitif si son groupe d'automorphismes agit transitivement sur l'ensemble de ses arêtes.
De manière informelle, cette propriété signifie que toutes les arêtes jouent le même rôle dans le graphe.

## Propriétés
Tout graphe biparti complet est arête-transitif.
Si un graphe connexe est arête-transitif mais pas sommet-transitif, il est biparti.
Un graphe connexe est arête-transitif si et seulement si son line graph est sommet-transitif.

## Exemples
Le graphe de Gray est semi-symétrique, c'est-à-dire arête-transitif et régulier mais pas sommet-transitif.